# Liste der Beiträge für den besten fremdsprachigen Film für die Oscarverleihung 2004
Die folgenden 56 Filme, alle aus verschiedenen Ländern, waren Vorschläge in der Kategorie Bester fremdsprachiger Film für die Oscarverleihung 2004. Die hervorgehobenen Titel waren die fünf letztendlich nominierten Filme.
Zum ersten Mal gab es Vorschläge aus der Mongolei, Palästina und Sri Lanka. Aus Palästina wurde bereits im Jahr zuvor ein Film eingereicht, jedoch wurde der Beitrag von der Academy abgelehnt, da Palästina kein Land ist und es dort keine anerkannte Filmförderungsanstalt gibt. Dieses Mal genehmigte die Academy den Vorschlag aus Palästina.
Der Oscar ging letztlich an Die Invasion der Barbaren, den Beitrag aus Kanada von Denys Arcand.

## Beiträge
| Land                    | Deutscher Verleihtitel                                      | Originaltitel                                                              | Sprache(n)                                                    | Regisseur(e)                                             | Ergebnis        |
| ----------------------- | ----------------------------------------------------------- | -------------------------------------------------------------------------- | ------------------------------------------------------------- | -------------------------------------------------------- | --------------- |
| Ägypten                 | Sahar el layali                                             | سهر الليالى (Sahar el layali)                                              | Arabisch                                                      | Hany Khalifa                                             | Nicht Nominiert |
| Afghanistan             | Osama                                                       | أسامة (Osama)                                                              | Dari                                                          | Siddiq Barmak                                            | Nicht Nominiert |
| Argentinien             | Valentin - Mutter gesucht                                   | Valentín                                                                   | Spanisch                                                      | Alejandro Agresti                                        | Nicht Nominiert |
| Armenien                | Wodka Lemon                                                 | Vodka Lemon                                                                | Kurdisch, Russisch, Armenisch                                 | Huner Saleem                                             | Nicht Nominiert |
| Belgien                 | Weiter als der Mond                                         | Verder dan de maan                                                         | Niederländisch                                                | Stijn Coninx                                             | Nicht Nominiert |
| Bolivien                | Dependencia Sexual                                          | Dependencia Sexual                                                         | Spanisch, Englisch                                            | Rodrigo Bellott                                          | Nicht Nominiert |
| Bosnien und Herzegowina | Gori vatra – Feuer!                                         | Gori vatra                                                                 | Serbokroatisch                                                | Pjer Žalica                                              | Nicht Nominiert |
| Brasilien               | Carandiru                                                   | Carandiru                                                                  | Portugiesisch                                                 | Héctor Babenco                                           | Nicht Nominiert |
| Bulgarien               | Reise nach Jerusalem                                        | Пътуване към Йерусалим (Patuvane kam Yerusalim)                            | Bulgarisch                                                    | Ivan Nitchev                                             | Nicht Nominiert |
| Chile                   | Los Debutantes - Die Anfänger                               | Los Debutantes                                                             | Spanisch                                                      | Andrés Waissbluth                                        | Nicht Nominiert |
| Volksrepublik China     | Wächter über Himmel und Erde                                | 天地英雄 (Tian di ying xiong)                                              | Mandarin                                                      | He Ping                                                  | Nicht Nominiert |
| Dänemark                | Reconstruction                                              | Reconstruction                                                             | Dänisch                                                       | Christoffer Boe                                          | Nicht Nominiert |
| Deutschland             | Good Bye, Lenin!                                            | Good Bye, Lenin!                                                           | Deutsch                                                       | Wolfgang Becker                                          | Nicht Nominiert |
| Finnland                | Elina                                                       | Elina - Som om jag inte fanns / Näkymätön Elina                            | Schwedisch, Finnisch                                          | Klaus Härö                                               | Nicht Nominiert |
| Frankreich              | Bon Voyage                                                  | Bon Voyage                                                                 | Französisch                                                   | Jean-Paul Rappeneau                                      | Nicht Nominiert |
| Griechenland            | Tha to metanioseis                                          | Θα το Μετανιώσεις (Tha to metanioseis)                                     | Griechisch                                                    | Katerina Evangelakou                                     | Nicht Nominiert |
| Hongkong                | Infernal Affairs                                            | 無間道 (Wújiàndào)                                                         | Kantonesisch                                                  | Andrew Lau, Alan Mak                                     | Nicht Nominiert |
| Indonesien              | Biola Tak Berdawai                                          | Biola tak berdawai                                                         | Indonesisch                                                   | Sekar Ayu Asmara                                         | Nicht Nominiert |
| Iran                    | Deep Breath                                                 | نفس عمیق (Nafas-e amigh)                                                   | Persisch                                                      | Kambuzia Partovi                                         | Nicht Nominiert |
| Island                  | Nói Albínói                                                 | Nói Albínói                                                                | Isländisch                                                    | Dagur Kári                                               | Nicht Nominiert |
| Israel                  | Ha-Asonot Shel Nina                                         | האסונות של נינה (Ha-Asonot Shel Nina)                                      | Hebräisch                                                     | Savi Gavison                                             | Nicht Nominiert |
| Italien                 | Ich habe keine Angst                                        | Io non ho paura                                                            | Italienisch                                                   | Gabriele Salvatores                                      | Nicht Nominiert |
| Japan                   | Samurai der Dämmerung                                       | たそがれ清兵衛 (Tasogare Seibei)                                           | Japanisch                                                     | Yōji Yamada                                              | Nominiert       |
| Kanada                  | Die Invasion der Barbaren                                   | Les Invasions barbares                                                     | Französisch                                                   | Denys Arcand                                             | Gewonnen        |
| Kolumbien               | La Primera Noche                                            | La Primera Noche                                                           | Spanisch                                                      | Luis Alberto Restrepo                                    | Nicht Nominiert |
| Kroatien                | Die Zeugen                                                  | Svjedoci                                                                   | Serbokroatisch                                                | Vinko Brešan                                             | Nicht Nominiert |
| Kuba                    | Suite Havanna                                               | Suite Habana                                                               | Keine                                                         | Fernando Pérez                                           | Nicht Nominiert |
| Libanon                 | Tayyara men wara                                            | طيّارة من ورق (Tayyara men wara)                                            | Arabisch                                                      | Randa Chahal                                             | Nicht Nominiert |
| Luxemburg               | Ich wollte immer eine Heilige sein                          | J'ai toujours voulu être une sainte                                        | Französisch                                                   | Geneviève Mersch                                         | Nicht Nominiert |
| Mexiko                  | In the Mind of a Killer                                     | Aro Tolbukhin. En la mente del asesino                                     | Spanisch                                                      | Isaac Pierre Racine, Lydia Zimmermann, Agustí Villaronga | Nicht Nominiert |
| Mongolei                | Die Geschichte vom weinenden Kamel                          | Ингэний нулимс (Ingen nulims)                                              | Mongolisch                                                    | Byambasuren Davaa, Luigi Falorni                         | Nicht Nominiert |
| Nepal                   | Muna Madan                                                  | मुनामदन (Muna Madan)                                                         | Nepali                                                        | Gyanendra Bahadur Deuja                                  | Nicht Nominiert |
| Niederlande             | Die Zwillinge                                               | De Tweeling                                                                | Niederländisch, Deutsch                                       | Ben Sombogaart                                           | Nominiert       |
| Norwegen                | Kitchen Stories                                             | Salmer fra kjøkkenet                                                       | Norwegisch, Schwedisch                                        | Bent Hamer                                               | Nicht Nominiert |
| Österreich              | Böse Zellen                                                 | Böse Zellen                                                                | Deutsch                                                       | Barbara Albert                                           | Nicht Nominiert |
| Palästina               | Göttliche Intervention – Eine Chronik von Liebe und Schmerz | يد إلهية (Yadon ilaheyya)                                                  | Arabisch, Hebräisch                                           | Elia Suleiman                                            | Nicht Nominiert |
| Peru                    | Paloma de Papel                                             | Paloma de Papel                                                            | Spanisch                                                      | Fabrizio Aguilar                                         | Nicht Nominiert |
| Philippinen             | Dekada ’70                                                  | Dekada '70                                                                 | Filipino                                                      | Chito S. Roño                                            | Nicht Nominiert |
| Polen                   | Pornografia                                                 | Pornografia                                                                | Polnisch                                                      | Jan Jakub Kolski                                         | Nicht Nominiert |
| Portugal                | Um Filme Falado – Reise nach Bombay                         | Um Filme Falado                                                            | Portugiesisch, Französisch, Italienisch, Griechisch, Englisch | Manoel de Oliveira                                       | Nicht Nominiert |
| Schweden                | Evil                                                        | Ondskan                                                                    | Schwedisch                                                    | Mikael Håfström                                          | Nominiert       |
| Russland                | The Return – Die Rückkehr                                   | Возвращение (Woswraschtschenije)                                           | Russisch                                                      | Andrei Zvyagintsev                                       | Nicht Nominiert |
| Serbien und Montenegro  | Profesionalac                                               | Професионалац (Profesionalac)                                              | Serbisch                                                      | Dušan Kovačević                                          | Nicht Nominiert |
| Slowakei                | König der Diebe                                             | König der Diebe                                                            | Deutsch, Russisch                                             | Ivan Fíla                                                | Nicht Nominiert |
| Slowenien               | Ersatzteile                                                 | Rezervni deli                                                              | Slowenisch                                                    | Damjan Kozole                                            | Nicht Nominiert |
| Spanien                 | Soldados de Salamina                                        | Soldados de Salamina                                                       | Spanisch                                                      | David Trueba                                             | Nicht Nominiert |
| Sri Lanka               | Wekande Walauwa                                             | Wekande Walauwa                                                            | Singhalesisch                                                 | Lester James Peries                                      | Nicht Nominiert |
| Südkorea                | Frühling, Sommer, Herbst, Winter… und Frühling              | 봄, 여름, 가을, 겨울 그리고 봄 (Bom, Yeorum, Gaeul, Gyeowool… Geurigo Bom) | Koreanisch                                                    | Kim Ki-duk                                               | Nicht Nominiert |
| Taiwan                  | Goodbye, Dragon Inn                                         | 不散 (Bu san)                                                              | Mandarin, Taiwanisch                                          | Tsai Ming-liang                                          | Nicht Nominiert |
| Thailand                | Last Life in the Universe                                   | เรื่องรัก น้อยนิด มหาศาล (Ruang rak noi nid mahasan)                            | Thailändisch, Japanisch                                       | Pen-Ek Ratanaruang                                       | Nicht Nominiert |
| Tschechien              | Zelary                                                      | Želary                                                                     | Tschechisch                                                   | Ondřej Trojan                                            | Nominiert       |
| Türkei                  | Uzak – Weit                                                 | Uzak                                                                       | Türkisch                                                      | Nuri Bilge Ceylan                                        | Nicht Nominiert |
| Ukraine                 | Mamay                                                       | Мамай (Mamay)                                                              | Ukrainisch                                                    | Oles Sanin                                               | Nicht Nominiert |
| Ungarn                  | Rengeteg                                                    | Rengeteg                                                                   | Ungarisch                                                     | Benedek Fliegauf                                         | Nicht Nominiert |
| Uruguay                 | El Viaje hacia el mar                                       | El Viaje hacia el mar                                                      | Spanisch                                                      | Guillermo Casanova                                       | Nicht Nominiert |
| Venezuela               | Sangrador                                                   | Sangrador                                                                  | Spanisch                                                      | Leonardo Henríquez                                       | Nicht Nominiert |